# Балканская улица (Санкт-Петербург)
Балка́нская улица — улица во Фрунзенском районе Санкт-Петербурга. Юридически проходит от улицы Димитрова за Будапештскую улицу.

## История
В 1968 году улице, которая должна была пройти вдоль железнодорожных путей витебского направления и окружной железной дороги, от Дунайского проспекта до Софийской улицы присвоили название Балканская улица. Она была изображена во многих проектах Купчино и должна была пролегать вдоль правого берега Волковского канала от улицы Димитрова до Купчинской улицы.
Однако фактически полноценная улица так и не была проложена. На 2017 год существует участок Балканской улицы, представляющий собой проезд с односторонним движением от улицы Ярослава Гашека до улицы Олеко Дундича, пролегающий между Волковским каналом и гипермаркетом «О’кей» рядом с Балканской площадью. Другой участок на предполагаемой трассе улицы представляет собой внутридворовый проезд, пролегающий также вдоль Волковского канала и проходящий под путепроводом на Дунайском проспекте.